# Metacatharsius exiguiformis
Metacatharsius exiguiformis är en skalbaggsart som beskrevs av Ferreira 1964. Metacatharsius exiguiformis ingår i släktet Metacatharsius och familjen bladhorningar. Inga underarter finns listade i Catalogue of Life.